# أولاد سلامة (سيدي عيسى بن سليمان)
أولاد سلامة هي إحدى مشيخات المملكة المغربية، تتبع جغرافيا لإقليم قلعة السراغنة وإداريًا لسيدي عيسى بن سليمان. يقدر عدد سكانها بـ 7674 نسمة حسب الإحصاء الرسمي للسكان والسكنى لسنة 2004.